# 邓凯尔德
邓凯尔德（Dunkeld /dʌŋˈkɛl/；低地蘇格蘭語：：来自蘇格蘭蓋爾語：，意思是“喀里多尼亚的堡垒”）是苏格兰珀斯和金罗斯的一个城镇。它位于泰河的北岸，小邓凯尔德（Little Dunkeld）和伯纳姆对岸，地处高地边界断层边界和通往苏格兰北部主要公路和铁路线上，因此被誉为“通往高地的门户”。鄧凱爾德大教堂位于此地 。